# MB (броварня)
Броварня MB (серб. Pivara MB, офіційна назва — нім. Brauerei MB) — сербське пивоварне підприємство в місті Новий Сад, столиці автономного краю Воєводина. Належить до виробничих активів компанії «Об'єднані сербські пивоварні» (серб. Ujedinjene srpske pivare) — спільного підприємства міжнародних пивоварних корпорацій Heineken International та Efes Beverage Group.
Один із провідних виробників пива в Сербії, чия частка на внутрішньому ринку у 2007 році сягала 7 %.

## Історія
Броварню в Новому Саді було засновано 2003 року, що робить її найновішим підприємством цього профілю в країні. Завдяки масштабній рекламній кампанії, яка проходила під гаслом «Світове, і наше» та робила наголос на міжнародних стандартах якості продукції нової броварні, торговельна марка MB швидко здобула популярність на сербському ринку.
Наприкінці 2007 року підприємство було продане міжнародній корпорації нідерландського походження Heineken International, після чого офіційну назву броварні було змінено з сербської «Pivara MB» на німецькомовний аналог «Brauerei MB». А ще за рік, у жовтні 2008 було оголошенно про об'єднання виробничих активів на ринку Сербії компаній «Heineken» та турецької «Efes Beverage Group», яка на той час контролювала дві броварні в Панчево та Заєчарі, з утворенням спільного підприємства «Об'єднані сербські пивоварні», на яке покладалося операційне управління цими активами.

## Асортимент пива
Наразі броварня виробляє такі сорти пива:
- MB Dunkel — темний ель із вмістом алкоголю 5,0 %.
- MB Light — полегшений пілснер із вмістом алкоголю 4,5 %.
- MB Pils — пілснер із вмістом алкоголю 5,0 %.
- MB Premium — світле пиво з вмістом алкоголю 5,0 %.
- MB Schwarz — чорний ель із вмістом алкоголю 5,6 %.